# Сан-Мікеле-ді-Серино
Сан-Мікеле-ді-Серино (італ. San Michele di Serino) — муніципалітет в Італії, у регіоні Кампанія,  провінція Авелліно.
Сан-Мікеле-ді-Серино розташований на відстані близько 230 км на південний схід від Рима, 55 км на схід від Неаполя, 7 км на південний схід від Авелліно.
Населення — 2540 осіб (2014).
Щорічний фестиваль відбувається 29 вересня. Покровитель — святий Архангел Михаїл.

## Демографія
Населення за роками:

Станом на 1 січня 2023 року в муніципалітеті офіційно проживало 158 іноземців з 21 країни, серед них 34 громадяни країн Євросоюзу та 23 громадяни України.

## Сусідні муніципалітети
- Аєлло-дель-Сабато
- Чезіналі
- Санта-Лучія-ді-Серино
- Санто-Стефано-дель-Соле
- Серино